# Almizar
Almizar is in de fantasyserie Het Rad des Tijds, geschreven door Robert Jordan, een fictief stadje in Amadicia, honderd mijl ten zuiden van de hoofdstad Amador.
Almizar ligt aan de Sharia, de zuidgrens van Amadicia. Ten zuiden van het stadje en de rivier ligt het wetteloze, lege land dat de Schaduwkust wordt genoemd.
Almizar is sinds "Hart van de Winter" onder Seanchaanse bezetting - net als de rest van Amadicia - en wordt gebruikt om grote plantages dolkwortelthee aan te leggen. Dit om Aes Sedai te bedwelmen. Ronde Macura - een verbitterde vrouw uit Mardecin - zorgt hiervoor.
Er is tevens een garnizoen Seanchaanse soldaten en raken (vliegende beesten) in Almizar om de plantages tegen aanslagen te beschermen.